# Pararamusella disjuncta
Pararamusella disjuncta är en kvalsterart som beskrevs av Sandór Mahunka och Palacios-Vargas 1998. Pararamusella disjuncta ingår i släktet Pararamusella och familjen Oppiidae. Inga underarter finns listade i Catalogue of Life.